# 博布里克 (羅姆內區)
50°40′13″N 33°30′11″E / 50.67028°N 33.50306°E
博布里克（烏克蘭語：Бобрик）是位於烏克蘭東北部的村莊，由蘇梅州羅姆內區的羅姆內市鎮負責管轄。該村處於蘇拉河左岸，距離羅姆內2.5公里，始建於1893年，海拔高度113米，2001年人口1,893。